# Драгиново
Драги́ново (болг. Драгиново) — село в Пазарджицькій області Болгарії. Входить до складу общини Велинград.

## Населення
За даними перепису населення 2011 року у селі проживали 4805 осіб.
Національний склад населення села:
| Національність   | Кількість осіб | Відсоток |
| ---------------- | -------------- | -------- |
| болгари          | 2987           | 64,0%    |
| цигани           | 178            | 3,8%     |
| турки            | 135            | 2,9%     |
| інша             | 187            | 4,0%     |
| не визначились   | 1183           | 25,3%    |
| Всього відповіли | 4670           |          |

Розподіл населення за віком у 2011 році:
Динаміка населення: